# 大震撼
大震撼，是日本純種競賽馬匹。生涯稱霸中長途賽事，不僅是日本賽馬史上第六匹三冠馬，亦是第二匹無敗三冠馬，其生涯策骑者皆为武豐，曾七奪一級賽冠軍，出戰十四場賽事僅於兩場落敗，被譽為「平成之飛馬」、「日本近代賽馬的結晶」，並於2008年被選爲日本中央競馬會殿堂馬。

## 出賽前
2002年出生於在日本北海道早來町（今安平町）北部牧場，因成長途中外型較爲瘦削而在2002年7月於拍賣會中被馬主金子真人以7350萬日圓的低價購入。
2002年10月被移至同町的北部牧場遠淺分場，1歲時返回北部牧場。由於體格較瘦削，較其他馬匹較遲進行斜路訓練。
2004年4月通過產地馬體檢查，9月8日正式交由粟東練馬中心練馬師池江泰郎訓練。初次在斜路訓練時原定完成時間為58秒至59秒，不過其於其中展現優秀的實力最終以54秒時間完成。

## 競賽生涯

### 2歲
2004年12月19日出戰阪神競馬場2歲新馬戦，進入直路後跑出後600米33.6秒的末腳超越其他馬匹，以4馬位優勢擊敗亞軍金剛力王。

### 3歲
2005年1月22日，出戰京都競馬場公開賽若駒錦標，比賽初段採用留後戰術，進入直路後並以凌厲的後勁超越其他馬匹，以5個馬位輕鬆取勝。
3月6日出戰彌生賞，比賽開始後處於幾乎最後的位置追走，通過第三彎道後發力爬升至第三，進入直路後和一同衝出的賞東瀛展開纏鬥，最終其發揮較優秀之下以頸位優勢勝過對手奪得首個分級賽冠軍。
4月17日出戰皐月賞，以1.3倍獨贏賠率獲得第一人氣。比賽開始後其因些微跌撞以未能佔先，只能選擇於隊伍最後方追走。轉彎進入對面直路後一度和玫瑰十字接觸並受到影響，所幸騎師武豐迅速修正使其重拾節奏。通過第四彎道時，其經已開始準備發力，進入直路後隨即展開加速並跑出全場最快末腳，最終保持明顯優勢下以2馬位擊敗超預感奪得首個一級賽冠軍，亦成爲日本賽馬第十六匹以無敗姿態贏得皋月賞的賽駒。
5月29日出戰的東京優駿（日本打吡），比賽初段再度因爲慢閘而需要於後方追走，通過第四彎道後其抽出大外檔望空。進入直路後隨即憑借望空的優勢展開加速，於最後200秒超越太陽祭並取得領先，最終繼續保持速度下拋離後方5馬位並以平紀錄的2分23.3秒奪得冠軍，成爲繼1992年美浦波旁後第六匹無敗二冠馬。

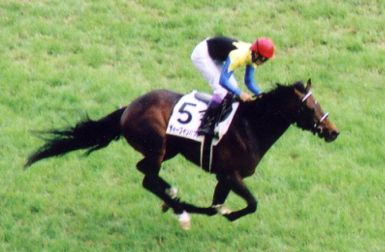
出戰東京優駿的大震撼

贏得打吡後其前往安排在北海道進行放草，期間亦在札幌競馬場進行訓練。而此時馬主的名義由金子真人個人改為其經營的公司金子真人控股。
9月10日返回栗東訓練中心備戰，並於9月25日出戰神戶新聞盃，比賽中途中再度展現驚人的末腳，最終以超過2馬位優勢及破紀錄的1分58.4秒時間擊敗超預感奪冠。
10月23日出戰菊花賞，獲得一面倒的第一人氣，獨贏賠率一直在維持1.0倍。據統計於投注截止時，大震撼的獨贏投注額佔所有獨贏投注額的79.03%，使得獨贏派彩成爲100日圓的零收益派彩。比賽開始後，其因出閘順利而於中團位置推進，但於通過第一彎道前就表現出衝前的慾望，因而騎師武豐指揮其閃入內欄以防止其越走越前。進入直路後，其由內欄位置於馬群途中穿插並衝出，成功發力加速之下成功超越率先衝出的賞東瀛，最終以2馬位戰勝對手奪冠嘅，成爲日本賽馬史上第六匹三冠馬，更爲繼「皇帝」魯鐸象徵後的第二匹無敗三冠馬。而當時現場評述員馬場鐵志在其衝線時說出：「要讓世界的賽馬界看到，這就是日本近代賽馬史的結晶。大震撼！」（世界のホースマンよ見てくれ、これが日本近代競馬の結晶だ。ディープインパクト！），因而獲得2005年FNS播音員大賞。

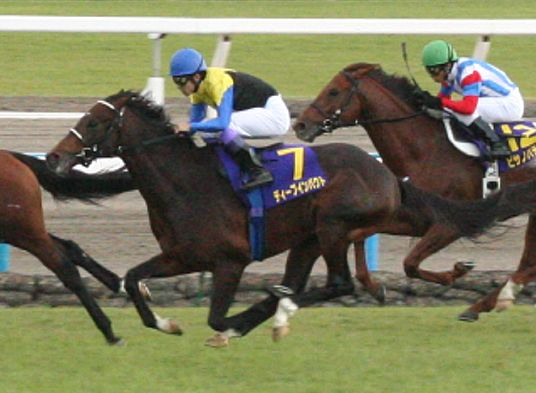
出戰菊花賞的大震撼

奪得三冠後短暫休養，並於12月25日以馬迷投票第一名出戰有馬紀念，將首次和年長馬匹對決。比賽開始後處於中團靠位置，通過第三彎道後開始逐步加速。進入直路後，其隨即衝刺並嘗試挑戰前方由李慕華策騎的真心呼喚，但最終未能追上對手以1/2馬位差距吞下生涯首敗。
年末，由於其以無敗姿態奪得經典三冠，於評選中以全票291票當選最佳3歲雄馬，更以285票成為日本馬王。

### 4歲
2006年首戰爲二級賽阪神大賞典，即使背負較重的58公斤負重及首次面對好至黏地，但仍然無阻其於直路發揮應有的水準，以3 1/2馬位優勢擊敗東海奇謀及密州怨曲。
4月30日舉出戰春季天皇賞，比賽初段因第三度慢閘於最後的位置推進，於第三彎道前最後1000的標示處開始發力衝刺成功和先行馬匹平頭，並成功於第四彎道佔先。進入直路後，其繼續保持速度甚至爆發二段加速跑出後600米33.5秒的驚人末腳，最終拋離後方馬匹3 1/2馬位奪冠，亦以3分13.4秒的完成時間打破草地3200米的世界紀錄。

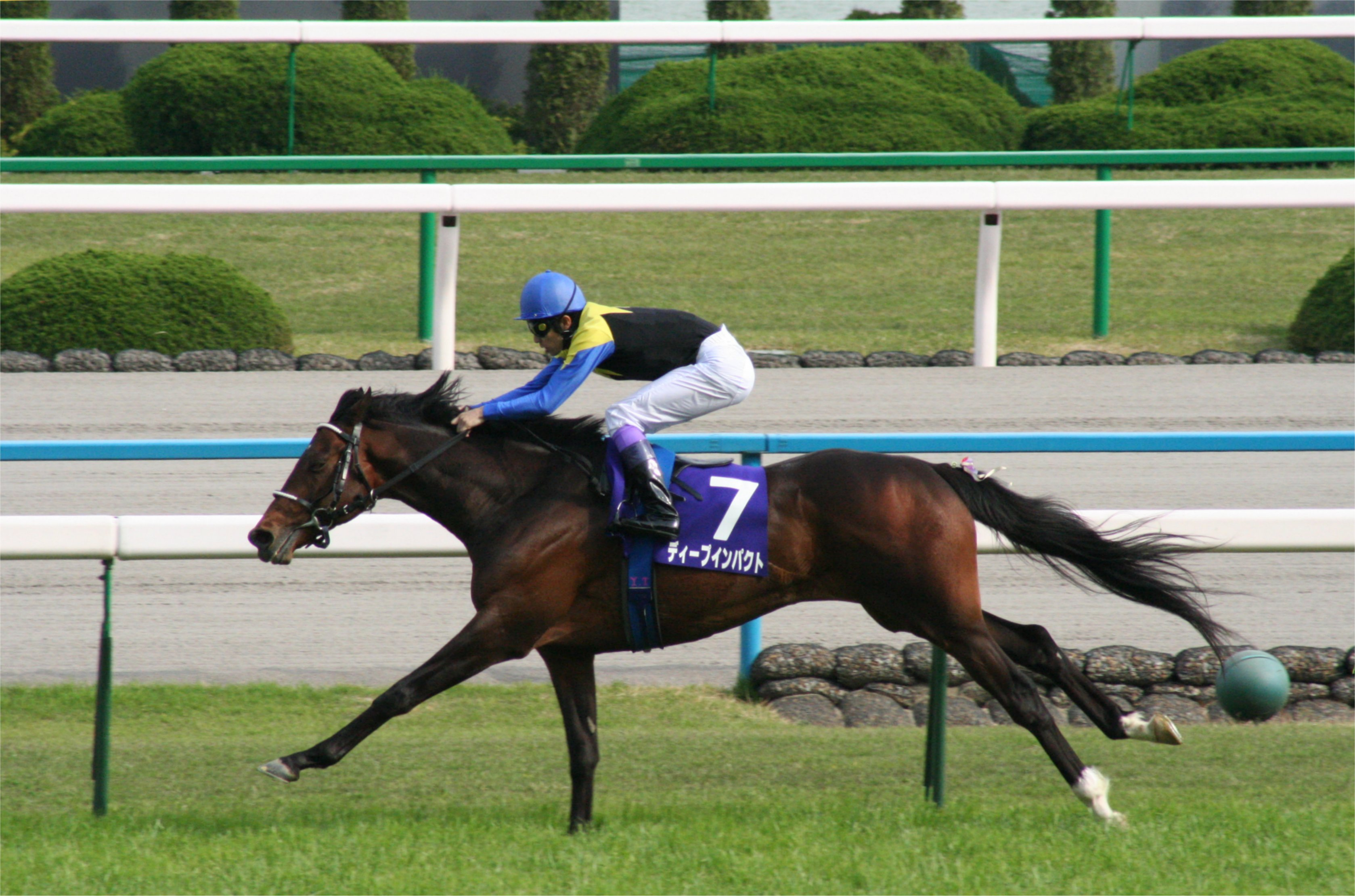
出戰春季天皇賞的大震撼

完成春季天皇賞後，陣營宣佈將安排其完成法國出戰凱旋門大賽，並以寶塚紀念賽作爲遠征前的熱身高。比賽初段爲對應變成好至黏地的馬場，騎師武豐刻意放慢其速度選擇於尾二位置追走，最後700米時才指揮其加速。進入直路後其一邊加速的同時一邊抽出外檔，最終於外檔位置超越前方的賽駒，以4馬位擊敗第二的成田世紀，亦憑藉是次勝利成爲日本史上第七匹累積獎金突破10億日圓的賽駒。
其後按照計劃遠征法國，於8月9日經已前往法國尚蒂伊馬場進行調整順便熟習當地環境，待9月13日於隆尚馬場開放後正式進行操練。
10月1日按照計劃出戰凱旋門大賽，比賽開始後一反常態選擇先行戰術於第三的位置推進並保持穩定的節奏。進入直路後超越領放馬並於最後400米一度領先，受到馬銜脫落的影響勢頭減弱，於最後100米被鐵路聯線超越，更於終點線前被自豪追過僅以第三衝線。
完成凱旋門大賽後於10月4日返回日本，10月11日陣營發表聲明宣佈將間安排其於年末退役。
然而於10月19日，法國方面於大震憾的馬房中驗出了禁藥異丙托品，雖然陣營方面極力向該方面解釋事件緣由，但最終法國賽馬會仍然於11月16日正式宣佈取消其於凱旋門大賽的名次。
回國後陣營原先打算安排其出戰秋季天皇賞，但最終考慮到大震撼之恢復程度決定直接於11月26日出戰日本盃。比賽開始後，其再度於最後方位置等待時機，並於比賽途中逐步爬升。進入直路後，其於中團較前位置抽出外檔開始加速，於最後200米時迫近領先的網運亨通，並於最後50米趁對手轉弱的瞬間超越，最終以2馬位優勢奪冠。
12月24日出戰退役戰有馬紀念，賽前以1.2倍數獨贏賠率獲得第一人氣。比賽開始後，其處於尾三的位置展開推進，於第三彎道時衝出加速。進入直路後，其於外檔的位置以近乎貼地飛行的方式加速，最終成功超越前方對手並以3馬位優勢壓過搖滾樂取得冠軍。此戰過後其成功追平魯鐸象徵及好歌劇的紀錄，成爲第三匹七勝草地一級賽的日本賽駒。
當日中山競馬場所有比賽過後，其隨即於場內舉行退役儀式，並身披日本盃出賽時的6號馬布。
年末，由於其年間的無敵表現，於評選中以近乎全票的288票當選最佳4歲及以上雄馬，亦以289票蟬聯日本馬王。

### 詳細賽績
| 日期       | 舉辦國家 | 馬場 | 距離   | 級別 | 賽事名稱   | 負重 | 騎師 | 馬號 | 出馬 | 名次 | 時間   | 頭馬（二馬）       |
| ---------- | -------- | ---- | ------ | ---- | ---------- | ---- | ---- | ---- | ---- | ---- | ------ | ------------------ |
| 19/12/2004 | 日本     | 阪神 | 草2000 |      | 2歲新馬    | 55   | 武豐 | 4    | 9    | 1    | 2:03.9 | （金剛力王）       |
| 22/1/2005  | 日本     | 京都 | 草2000 | OP   | 若駒錦標   | 56   | 武豐 | 4    | 7    | 1    | 2:00.8 | （Keiai Hennessy） |
| 6/3/2005   | 日本     | 中山 | 草2000 | GII  | 彌生賞     | 56   | 武豐 | 10   | 10   | 1    | 2:02.2 | （賞東瀛）         |
| 17/4/2005  | 日本     | 中山 | 草2000 | GI   | 皋月賞     | 57   | 武豐 | 14   | 18   | 1    | 1:59.2 | （超預感）         |
| 29/5/2005  | 日本     | 東京 | 草2400 | GI   | 東京優駿   | 57   | 武豐 | 5    | 18   | 1    | 2:23.3 | （太陽祭）         |
| 25/9/2005  | 日本     | 阪神 | 草2000 | GII  | 神戶新聞盃 | 56   | 武豐 | 9    | 13   | 1    | 1:58.4 | （超預感）         |
| 23/10/2005 | 日本     | 京都 | 草3000 | GI   | 菊花賞     | 57   | 武豐 | 7    | 16   | 1    | 3:04.6 | （賞東瀛）         |
| 25/12/2005 | 日本     | 中山 | 草2500 | GI   | 有馬紀念   | 55   | 武豐 | 6    | 16   | 2    | 2:32.0 | 真心呼喚           |
| 19/3/2006  | 日本     | 阪神 | 草3000 | GII  | 阪神大賞典 | 58   | 武豐 | 2    | 9    | 1    | 3:08.8 | （東海奇謀）       |
| 30/4/2006  | 日本     | 京都 | 草3200 | GI   | 春季天皇賞 | 58   | 武豐 | 7    | 17   | 1    | 3:13.4 | （林肯）           |
| 25/6/2006  | 日本     | 京都 | 草2200 | GI   | 寶塚紀念   | 58   | 武豐 | 8    | 13   | 1    | 2:13.0 | （成田世紀）       |
| 1/10/2006  | 法國     | 隆尚 | 草2400 | GI   | 凱旋門大賽 | 59.5 | 武豐 | 1    | 8    | DSQ  | DSQ    | 鐵路聯線           |
| 24/11/2006 | 日本     | 東京 | 草2400 | GI   | 日本盃     | 57   | 武豐 | 6    | 11   | 1    | 2:25.1 | （網運亨通）       |
| 24/12/2006 | 日本     | 中山 | 草2500 | GI   | 有馬紀念   | 57   | 武豐 | 4    | 14   | 1    | 2:31.9 | （搖滾樂）         |

## 退役後
2008年5月8日大震撼被選出為日本中央競馬會第28匹殿堂馬，在186票當中取得161票。
退役後，大震撼成為了配種馬，在北海道安平町社台Stallion Station休養，在2007年進行配種，配種費為1200萬日圓，第一年已經與206匹雌馬進行配種，第一批子嗣已經在2008年誕生，第一匹馬在2008年1月9日在島井牧場出生。第一批子嗣可2010年出賽，在6月26日已經有中央的賽駒在新馬賽中取勝。12月25日，野田詩韻在日經電台盃兩歲錦標取勝，成為首匹在分級賽取勝的子嗣。馬莎蓮娜勝出櫻花賞後，成為首匹勝出一級賽的大震撼子嗣。2020年10月25日，鐵鳥翱天勝出菊花賞後，成爲日本第三匹無敗三冠馬，成功達成世界史上首次父子制霸無敗三冠。總括依然，其配種成績極其彪炳，除了成功產出多匹一級賽冠軍外，其子嗣亦活躍於世界各地賽場，而於多產巨匠勝出葉森打吡後，其更達成了所有世代的子嗣經典賽稱霸的壯舉。2023年10月8日，Rock You在3歲以上障礙公開賽勝出後，其子嗣總共達成2750場賽事勝利，令其超越其父系週日寧靜子嗣勝出2749場賽事的紀錄，成爲子嗣勝利場數最多的配種馬。
2019年3月配種後被發現有頭痛跡象，因而即時停止配種工作並接受治療。但治療過後仍未好轉且醫療團隊未能成功發現其頭痛的原因，因而於7月8日進行電腦斷層掃描並確定有頸椎移位的問題。確認問題所在後，醫療團隊於7月28日爲其施行手術固定頸椎，雖然手術成功但隨即於29日出現不能站立的現象。30日早上，醫療團隊確認其頸椎經已骨折，判斷無法治療下對其施以安樂死，享年17歲。

### 主要子嗣

#### 一級賽優勝子嗣
粗體字為一級賽
2008年生
- 馬莎蓮娜（櫻花賞、人魚錦標）
- 碧海銀鯊（京都金盃、富士錦標、一哩冠軍賽）
- 太陽神驥（如月賞、京都紀念、一哩冠軍賽）
- 實際影響（安田紀念、兩次阪神盃、 佐治萊德錦標）

2009年生
- 貴婦人（新山紀念、櫻花賞、優駿牝馬、玫瑰錦標、秋華賞、兩次日本盃、 杜拜司馬經典賽、有馬紀念）
- Red Kingdom（中山大障礙）
- Beauty Parlour（ 具路都錦標、 法國一千堅尼）
- 極峰（每日盃皇后盃、兩次維多利亞一哩賽）
- 華麗輝煌（東京體育盃兩歲錦標、東京優駿）
- 史匹堡（秋季天皇賞）
- Joie de Vivre（阪神兩歲牝馬錦標）

2010年生
- 命運女神（女皇伊利沙伯二世盃、產經大阪盃）
- Ayusan（櫻花賞）
- 高情厚意（京都新聞盃、東京優駿、 尼爾錦標、產經大阪盃）

2011年生
- 神燈光照（京王盃春季盃、天鵝錦標、安田紀念）
- 勝之石（女皇伊利沙伯二世盃、寶塚紀念）
- 湘南魔瓶（秋華賞、產經賞、日本盃）
- 覓奇島（新山紀念、雅靈頓盃、NHK一哩賽、天鵝錦標、阪急盃、一哩冠軍賽）
- 東瀛明星（如月賞、挑戰盃、 杜勒讓賽、 酋長錦標）
- 織女星（新潟兩歲錦標、鬱金香賞、櫻花賞、札幌紀念）
- 榮進之光（葉森盃、每日王冠、 香港盃、 伊斯巴翰錦標）

2012年生
- 覓奇妃（優駿牝馬、秋華賞、阪神牝馬錦標）
- Shonan Adela（阪神兩歲牝馬錦標）
- 不撓真鋼（共同通信盃、 杜拜草地大賽、每日王冠）
- 野田金駒（朝日盃未來錦標、富士錦標）

2013年生
- 豐收節（彌生賞、東京優駿、 尼爾錦標、京都大賞典）
- 里見光鑽（如月賞、神戶新聞盃、菊花賞、有馬紀念、阪神大賞典、京都大賞典）
- 氣概凜然（皋月賞、聖烈特紀念）
- 強擊（秋華賞、 杜拜草地大賽）
- 錫蘭寶石（鬱金香賞、優駿牝馬、玫瑰錦標）
- 子夜白光（維多利亞一哩賽）

2014年生
- 里見武神（朝日盃未來錦標）
- 極震撼（ 夏季盃、 杜勒讓賽、 龍舌蘭錦標、 戴花錦標）
- 艾恩遺跡（每日盃、皋月賞、大阪盃）
- Ange Desir（閃耀女士盃、女帝盃、海洋盃、日本育馬場盃雌馬經典賽）

2015年生
- 氣自豪（菊花賞、兩次春季天皇賞）
- 碩信尚武 （ 貝爾斯福錦標、 馬報錦標、 二千堅尼錦標）
- 華格納（東京體育盃兩歲錦標、東京優駿、神戶新聞盃）
- 耀滿瓶（日經新春盃、 兩次香港瓶、京都大賞典）
- 野田優驥（沙特阿拉伯皇家盃、朝日盃未來錦標、彌生賞、金鯱賞、讀賣盃）
- 人類學（ 國富大賽、 法國打吡）
- 啟愛航海（NHK一哩賽）

2016年生
- 放聲歡呼（沙特阿拉伯皇家盃、櫻花賞、阪神盃、安田紀念、短途馬錦標、兩次一哩冠軍賽、維多利亞一哩賽）
- 名父巴魯（東京優駿）
- 野田幻想（夢幻錦標、阪神兩歲牝馬錦標、鬱金香賞、玫瑰錦標、阪神盃、天鵝錦標）
- 世界首映（菊花賞、春季天皇賞）
- 野田賢君（共同通信盃、每日王冠、中山紀念、安田紀念）
- 唯獨愛你（優駿牝馬、京都紀念、 女皇盃、 育馬者盃雌馬草地大賽、 香港盃）

2017年生
- 麗冠花環（挑戰盃、大阪盃）
- 珍稀藍鑽（ 法國橡樹大賽、 蘭秀錦標）
- 菜圃向榮（大阪盃）
- 鐵鳥翱天 （東京體育盃兩歲錦標、希望錦標、皋月賞、東京優駿、神戶新聞盃、菊花賞、日本盃）

2018年生
- 雪滿天（ 慕絲多拉錦標、 葉森橡樹大賽、 愛爾蘭橡樹大賽、 約克郡橡樹大賽）
- 大帝（每日盃、東京優駿、 杜拜司馬經典賽）
- 赤鳥之女（每日盃皇后盃、秋華賞）
- 有望（ 澳洲賽馬會橡樹大賽）
- 博大（ 春季冠軍錦標）

2019年生
- 絕技（希望錦標、中日新聞盃）
- 一勝再勝（彌生賞大震撼紀念、菊花賞）
- 駿天宮（神戶新聞盃、阪神大賞典、春季天皇賞）

2020年生
- 多產巨匠（ 金羊毛錦標、 英國未來錦標、 葉森打吡、 愛爾蘭打吡、 愛爾蘭冠軍錦標、 育馬者盃草地大賽、 威爾斯親王錦標）

#### 分級賽優勝子嗣
2008年生
- 多瑙河（京都牝馬錦標、關屋紀念）
- Smart Robin（目黑紀念）
- 野田詩韻（日經電台盃兩歲錦標、美國賽馬會盃）
- Boreas（獵豹錦標）
- 順理成章（新潟大賞典）
- 東瀛之夢（葉森盃）
- Aquamarine（ 遨遊法國錦標）
- Passion Dance（兩次新潟大賞典、新潟紀念）
- Gullveig（人魚錦標）
- Frere Jacques（日經電台賞）

2009年生
- 高尚亞當（日經電台盃兩歲錦標）
- Crans Montana（小倉紀念）
- Meisho Bushido（小倉夏季跳欄錦標、阪神跳欄錦標）
- 世界王牌（如月賞、讀賣盃）
- Quatre Feuilles（皇后錦標）
- 終極態況（日經電台賞）
- Best Deal（京成盃）
- 圖森赫馬（京都新聞盃）
- 以史為鑑（每日盃）
- 百戰雄心（京都金盃）
- 萬千里（東京新聞盃）
- 解密精英（葉森盃、中日新聞盃、札幌紀念、美國賽馬會盃）
- 馬田鎮（中日新聞盃、新潟紀念）

2010年生
- 最後震撼（小倉大賞典、金鯱賞、京都大賞典）
- 有型露比（花仙錦標、玫瑰錦標）
- 檀島沙槌（京都牝馬錦標、CBC賞）
- Camino Tassajara（彌生賞）
- Taisei Dream（兩次新潟跳欄錦標）
- 里見貴族（日經新春盃、小倉紀念、中日新聞盃、鳴尾紀念）
- 平田震撼（青葉賞）
- 醒目層次（東京新聞盃、兩次阪神牝馬錦標、京都大賞典）

2011年生
- Garibaldi（中京紀念）
- A Day in the Life（新潟紀念）
- 善得福（富士錦標）
- 蓋世俠盜（京阪盃）

2012年生
- 艾百碼頭（小倉大賞典、七夕賞）
- Mondo Intero（長途馬錦標）
- 鴻鵠大志（產經大阪盃）
- 真摯演說（玫瑰錦標）
- 里見奔騰（京都新聞盃）
- 神將巴魯（CBC賞、北九州紀念）
- Andriette（人魚錦標）
- 光亮利驥（希望錦標、CBC賞）
- 大倫敦（中京紀念）

2013年生
- 鹿女俠（紫苑錦標）
- 洛森山（春季錦標）
- Feuerwerk（新潟跳欄錦標）
- 征服之戰（青葉賞）
- Candy Barows（夢幻錦標）
- Mikki Glory（京成盃秋季讓賽、關屋紀念）
- 白富美（函館兩歲錦標、堅蘭盃）
- Hartley（希望錦標）
- 奧通王者歸來，前稱「潮風」（日經電台賞、七夕賞）

2014年生
- 白日彗星（天鵝錦標、讀賣盃、札幌紀念）
- 聰慧型（ 莫詩度錦標）
- 興惑，前稱Akihiro（ 橡樹大賽，曾在香港服役）
- Best Actor（阪急盃）
- 里見阿瑟（葉森盃、關屋紀念）
- Fan Dii Na（百花盃）
- 萬人欽佩（青葉賞）
- 掛鎖（京都兩歲錦標、彌生賞、小倉大賞典）
- Kawakita Enka（中山牝馬錦標）

2015年生
- 里見紅石（京都金盃、京都牝馬錦標、阪神牝馬錦標）
- Satono Walkure（花仙錦標）
- 大海之女（府中牝馬錦標）
- 覓奇魔力（阪神牝馬錦標、皇后錦標）
- 天鐵（中日新聞盃、金鯱賞）
- Bartaba（ 迷人夜色錦標）
- 輕柔流暢（玫瑰錦標）
- 輝姬美韻（阪神牝馬錦標）
- 花火（產經賞）
- 勝治（新西蘭盃、天鵝錦標）
- 大場面（妖精錦標、關屋紀念、東京新聞盃）

2016年生
- Diana Bright（皇后賞）
- 玉容光耀（月神錦標）
- Danon Chaser（如月賞）
- 陳年美酒（富士錦標）
- 名將天元（彌生賞）
- 花徑走走（中山牝馬錦標）
- 反身舞步（百花盃、綠松石錦標、海洋錦標）

2017年生
- Xenoverse（東京跳欄賽）
- 里見名言（每日盃）
- 遊隼天下（京成盃秋季讓賽）
- 聖域（新山紀念）
- Savarin（ 愛曼大賽）
- 添翼（阪神牝馬錦標）
- 麗雅美（玫瑰錦標）
- 里見旗幟（彌生賞）
- 魔法城堡（愛知盃）
- Smile Kana（妖精錦標、綠松石錦標）
- Red Bel Jour（每日盃兩歲錦標、皇后錦標）
- 三重協奏（打吡公爵挑戰盃）
- 深山櫻（每日盃皇后盃）

2018年生
- 原宿流行（ 埃及女王錦標）
- 赤駒創世（京都新聞盃）
- 優鶴湖（日經新春盃、鳴尾紀念）
- 赤紅晨曦（每日盃兩歲錦標）
- 決志驕驥（綠松石錦標）
- 玫瑰騎士（京都大賞典、長途馬錦標）
- 先見（兩次金鯱賞、札幌紀念）

2019年生
- 輕風飛（阿根廷共和國盃）
- 按令行事（沙特阿拉伯皇家盃）
- 草如茵（青葉賞、京都大賞典、京都紀念）
- Red Radiance（七夕賞）
- 村正名刀（高智盃、女皇伊利沙伯錦標）

2020年生
- 鼓聲揚（ 加連奴錦標）
- Light Quantum（新山紀念）

#### 在香港服役的子嗣
在香港服役的「大震撼」子嗣當中，除了前述的「興惑」，還有「順風寶」、「共同富裕」、「精彩動力」。

## 血統簡介
父系週日寧靜是美國三冠賽雙料冠軍馬，退役後在日本配種，在日本馬壇相當成功，贏得多項分級賽事，其子嗣贏得巨額獎金。連續12年成為日本冠軍種馬。祖父Halo爲美國賽駒，曾贏得一級賽冠軍，爲美國冠軍種馬。
母系風中秀髮是愛爾蘭生產的英國賽駒，生涯戰績優秀，曾勝出德國一級賽艾魯盃及於葉森橡樹大賽奪得亞軍。外祖父Alzao爲美國生產的法國賽駒，生涯戰績不俗，曾勝出意大利三級賽。

### 血統表
| 父線：週日寧靜系（Halo系）       |                             |                 |                |
| 種馬 週日寧靜 1986年（棕色）     | Halo 1969年（棕色）         | Hail to Reason  | Turn-to        |
| 種馬 週日寧靜 1986年（棕色）     | Halo 1969年（棕色）         | Hail to Reason  | Nothirdchance  |
| 種馬 週日寧靜 1986年（棕色）     | Halo 1969年（棕色）         | Cosmah          | Cosmic Bomb    |
| 種馬 週日寧靜 1986年（棕色）     | Halo 1969年（棕色）         | Cosmah          | Almahmoud      |
| 種馬 週日寧靜 1986年（棕色）     | Wishing Well 1975年（棗色） | Understanding   | Promised Land  |
| 種馬 週日寧靜 1986年（棕色）     | Wishing Well 1975年（棗色） | Understanding   | Pretty Ways    |
| 種馬 週日寧靜 1986年（棕色）     | Wishing Well 1975年（棗色） | Mountain Flower | Montparnasse   |
| 種馬 週日寧靜 1986年（棕色）     | Wishing Well 1975年（棗色） | Mountain Flower | Edelweiss      |
| 繁殖雌馬 風中秀髮 1991年（棗色） | Alzao 1980年（棗色）        | 利法爾          | 北地舞人       |
| 繁殖雌馬 風中秀髮 1991年（棗色） | Alzao 1980年（棗色）        | 利法爾          | Goofed         |
| 繁殖雌馬 風中秀髮 1991年（棗色） | Alzao 1980年（棗色）        | Lady Rebecca    | Sir Ivor       |
| 繁殖雌馬 風中秀髮 1991年（棗色） | Alzao 1980年（棗色）        | Lady Rebecca    | Pocahontas     |
| 繁殖雌馬 風中秀髮 1991年（棗色） | Burghclere 1977年（棗色）   | Busted          | Crepello       |
| 繁殖雌馬 風中秀髮 1991年（棗色） | Burghclere 1977年（棗色）   | Busted          | Sans le Sou    |
| 繁殖雌馬 風中秀髮 1991年（棗色） | Burghclere 1977年（棗色）   | Highclere       | Queen's Hussar |
| 繁殖雌馬 風中秀髮 1991年（棗色） | Burghclere 1977年（棗色）   | Highclere       | Hightlight     |
| 雌系：Highclere系（號族：2-f）   |                             |                 |                |
| 五代內近親交配：無               |                             |                 |                |

## 命名由來
名字Deep Impact（ディープインパクト）意思是「深深的震撼」，出自馬主金子真人於拍賣會上被其外表所震撼後的聯想，香港取其意思，翻譯為「大震撼」。

## 外部連結
- 大震撼 netkeiba.com （页面存档备份，存于）
- 血統表 （页面存档备份，存于）